# Nereis mariae
Nereis mariae är en ringmaskart som beskrevs av Holly 1935. Nereis mariae ingår i släktet Nereis och familjen Nereididae. Inga underarter finns listade i Catalogue of Life.